# Petaso

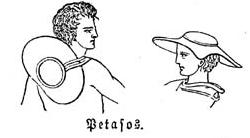
Petaso

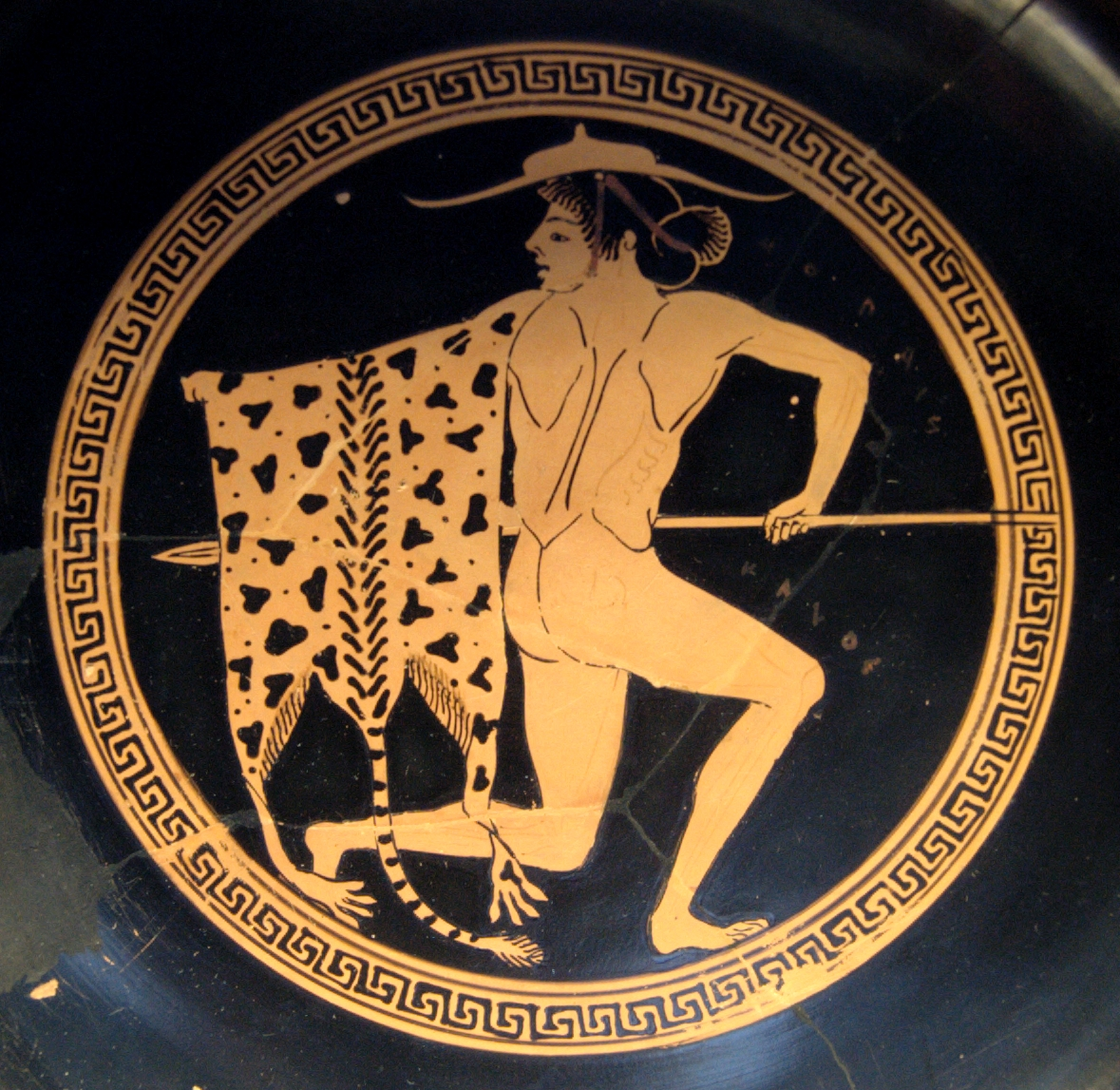
Petaso su raffigurazione vascolare

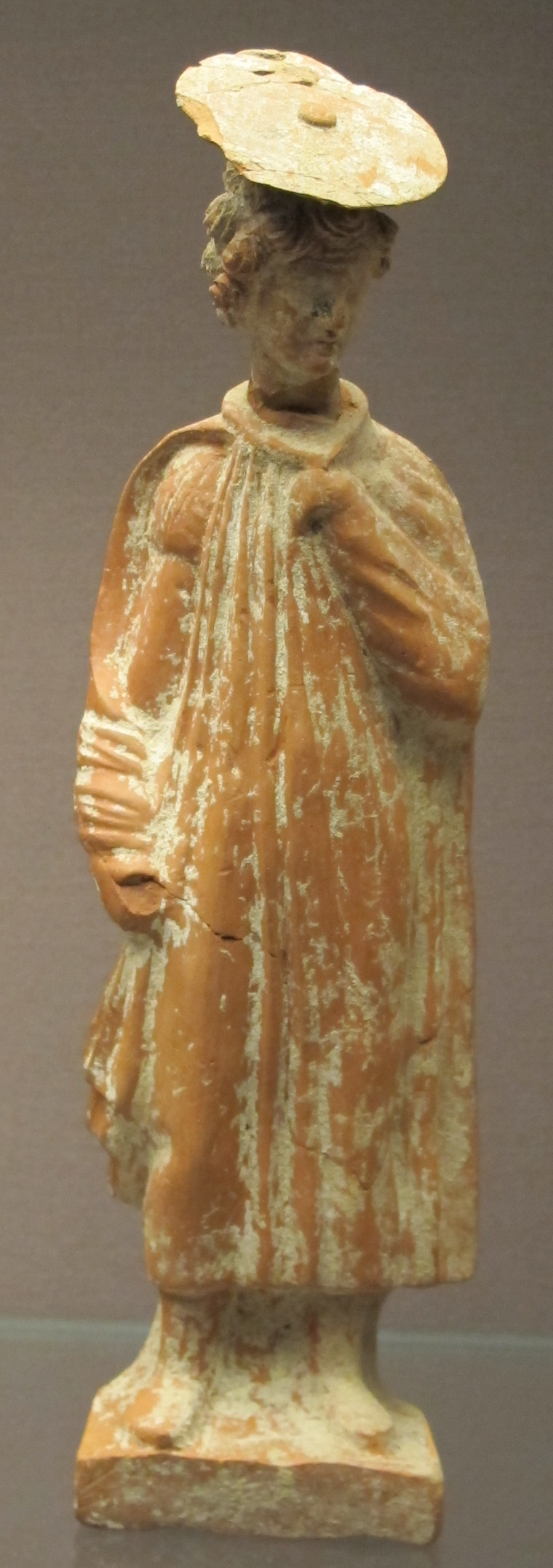
Statuetta di giovane con petaso

Il petaso (pron. pètaso) è un tipo di copricapo diffuso nella Grecia antica. Esso consisteva in un cappello a falde larghe ed era caratteristico di contadini e viaggiatori, in quanto indumento pensato per fornire protezione sia contro il sole che contro la pioggia. Inizialmente tipico della Macedonia, il petaso divenne accessorio comune in tutta la Grecia; il suo uso sopravvisse fin oltre l'età romana.
Poteva essere di cuoio, di feltro o di paglia e spesso era fornito di sottogola. In particolare era il copricapo di Ermes.
In latino era petasus e in greco πέτασος, da πετάω (stendo, spando).